# 奧爾蒂斯河

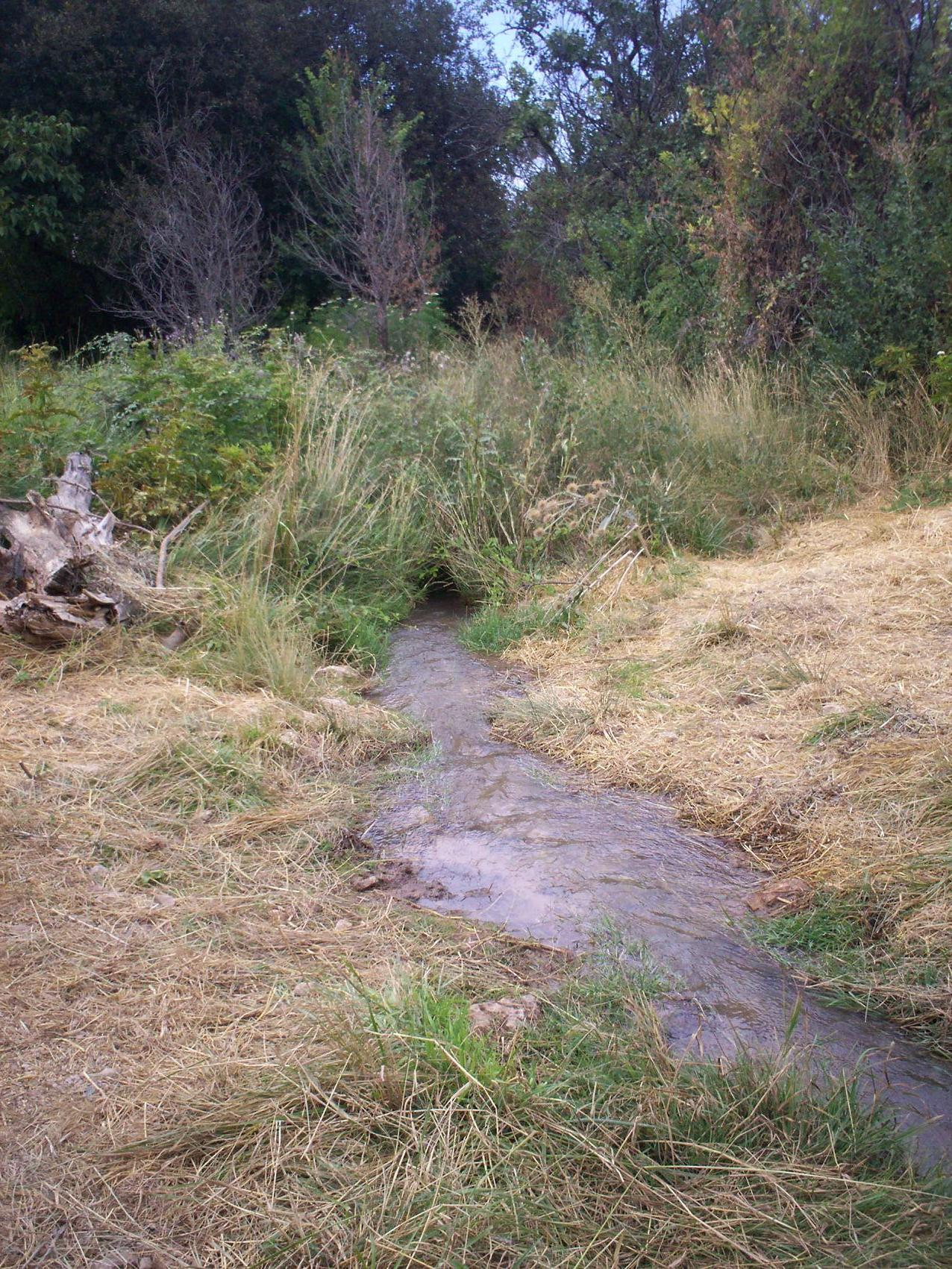
奧爾蒂斯河

奧爾蒂斯河（西班牙語：Río Ortiz）是西班牙的河流，位於該國北部亞拉岡自治區的薩拉戈薩省，河道全長18公里，發源自阿萬托，最終注入彼德拉河。